# Смокінг (фільм)
«Смокінг» — комедійно-фантастичний бойовик США, з Джекі Чаном у головній ролі. Вийшов на екрани в 2002 році.
Невдаха-водій таксі Джіммі Тонг несподівано отримує роботу шофера в мільйонера Кларка Девліна. Новий роботодавець до того ж виявляється спецагентом, власником дивовижного смокінга, що наділяє його незвичайними здібностями. Коли на Кларка стається замах, Джиммі опиняється новим власником смокінга і повинен продовжити Кларкову справу — знешкодити главу злочинної корпорації.

## Сюжет
Джеймс «Джиммі» Тонг — водій таксі, хоче привернути увагу Дженніфер, працівниці картинної галереї. Випадково він спричиняє аварію з агресивним велосипедистом, що стається на очах у Дженніфер. Але слідом до нього сідає пасажирка Стіна, а якої єдина вимога — доставити її якомога швидше в маєток мільйонера Кларка Девліна.
Кларк пропонує стати його шофером. Мільйонер привітно ставиться до нього і обоє швидко товаришують. Єдина заборона — не чіпати смокінг Кларка. Якось під час поїздки Джиммі чує розмову про зникнення агента Воллеса (його вбивають у вступі). Шофер усвідомлює, що Кларк — таємний урядовий агент. Агента намагаються вбити невідомі з допомогою радіокерованого скейтборда з вибухівкою. Стається вибух, Джиммі та Кларк рятуються, але в агента влучає осколок. Кларк каже знайти якогось Волдоміра та просить одягнути свій годинник, після чого впадає у кому.
Годинник дає Джиммі доступ до смокінга, що наділяє власника надзвичайними силою та спритністю. Джиммі отримує дзвінок від агентки Дел Блейн, яка розповідає про корпорацію Banning Corporation, котру очолює Дітріх Бенінг. Його вода, заражена генетично модифікованими бактеріями, не тамує спрагу, а навпаки висушує жертву, за лічені хвилини перетворюючи її на мумію.
Дел сприймає Джиммі за Кларка, а той компенсує відсутність навичок спецагента завдяки смокінгу. Дел доручає Джиммі встановити жучок аби підслухати розмову Дітріха. Поплічники Бенінга намагаються вбити Джиммі і завдання зривається.
Лишається безпосередньо шпигувати за Дітріхом, коли той відвідує шоу співака Джеймса Брауна. Не розрахувавши силу смокінга, Джиммі приголомшує Брауна одним доторком і змушений виступати замість нього. Завдяки смокінгу він виконує неймовірний виступ і стає улюбленцем публіки. Потім він відволікає наречену Бенінга — Шерілл, поки Дел намагається вивідати в самого Бенінга інформацію про його плани, проте її впізнають охоронці.
Шерілл, вражена здібностями Джиммі, намагається добитися від нього сексу і знімає з нього смокінг. Тоді Джиммі ледве не вбивають кілери Бенінга, але він дає їм відсіч і рятує Дел. Попри все, Дел з'ясовує, що лабораторія Бенінга розташована в його будинку, де скоро відбуватиметься вечірка.
Вдавши з себе запрошених гостей, Джиммі й Дел знаходять прихований вхід до лабораторії у басейні. Там агенти з'ясовують, що Бенінг замислив заразити водосховища США і таким чином отримати монополію на чисту воду, що принесе йому величезні прибутки. Тим часом Стіна впізнає в Джиммі шофера і повідомляє про це Дел. Вона наказує зняти смокінг, але потім її схоплюють поплічники Бенінга.
Джиммі повертається в маєток Кларка і там усвідомлює, що Волдомір, якого він повинен був знайти, це комаха водомір. Заразивши водомірок бактеріями, Бенінг отруїть водойми. Потім Джиммі виявляє, що Кларк замовив для нього ще один смокінг, одягає його і здається Бенінгу. Несподівано він активує смокінг, Бенінг одягає перший смокінг і встряє у двобій. Під час бою Джиммі кидає в рот Беннінгу склянку з маткою водомірок. Решта водомірок атакують Бенінга і він висихає в мумію.
За знищення злочинця ЦСБ допомагає Джиммі нарешті зустрітися з Дженніфер. Однак, розгублений суперечливими вказівками, Джиммі все псує і Дженніфер проганяє його. Невдовзі Дел і Джиммі розуміють, що подобаються одне одному, та йдуть разом на каву.

## У ролях
- Джекі Чан — Джиммі Тонг
- Дженніфер Лав Г'юїт — Дел Блейн
- Джейсон Айзекс — Кларк Девлін
- Дебі Мейзар — Стіна
- Річі Костер — Дітрих Бенінг
- Петер Стормаре — Доктор Сімс
- Романі Малко — грає самого себе
- Міа Коттет — Шерріл

## Українське закадрове озвучення
- Двоголосе закадрове озвучення студії «1+1» (2005). Ролі озвучували: Юрій Коваленко та Світлана Круть.
- Багатоголосе закадрове озвучення студії «Так Треба Продакшн» (2013). Ролі озвучували: Ярослав Чорненький, Анатолій Пашнін, Людмила Чиншева та Валентина Сова.
- Багатоголосе закадрове озвучення студії «1+1» (2021). Ролі озвучували: Олександр Завальський, Ярослав Чорненький, Максим Кондратюк, Олег Лепенець, Дмитро Завадський, Олесь Гімбаржевський, Юрій Кудрявець, Андрій Твердак, Михайло Жонін, Павло Скороходько, Дмитро Терещук, Дмитро Гаврилов, Роман Чорний, Михайло Тишин, Андрій Федінчик, Олександр Погребняк, Олександр Солодкий, Дмитро Рассказов-Тварковський, Ніна Касторф, Лідія Муращенко, Олена Яблочна, Катерина Сергеєва, Катерина Брайковська, Катерина Буцька, Анна Дончик, Ганна Соболєва, Анна Павленко та Вікторія Бакун.

## Неточності
В основі задуму Бенінга лежить думка, що водомірки полетять за своєю маткою і заразять саме ті водосховища, що потрібно лиходієві. Проте водомірки не належать до соціальних комах і матки, яка б керувала їхніми міграціями, у водомірок немає.